# مصريون
المصريون هم شعب يعيش على طول ضفاف نهر النيل، بداية من الشلال الأول في أسوان وحتى البحر المتوسط، وهم سكان مصر ومن شعوب الوطن العربي وشمال إفريقيا، يقدر عددهم بنحو 104 مليون نسمة، ويأتي في أول مادة من الدستور المصري أن:
| مصريون | الشعب المصري جزء من الأمة العربية يعمل على تكاملها ووحدتها، ومصر جزء من العالم الإسلامي، تنتمي إلى القارة الأفريقية، وتعتز بامتدادها الآسيوي، وتسهم في بناء الحضارة الإنسانية. | مصريون |

تعدّ اللغة العربية اللغة الرسمية، وتنتشر اللهجة المصرية بأنواعها لهجة دارجة في الحياة اليومية، تتقدم أكبر التجمعات الحضرية العاصمة وامتدادها والتي يسمى القاهرة الكبرى (نحو 20 مليون نسمة) وهي التي يتفرع عندها نهر النيل ثم مدينة الإسكندرية الكبرى، ثم مدن الوجه البحري (المنصورة - طنطا - المحلة الكبرى) وفي الوجه القبلي أسيوط كبرى مدن صعيد مصر والأقصر، وفي أقصى الجنوب أسوان عاصمة الشطر المصري من النوبة.
أما من ناحية عدد سكان المحافظات، جاءت محافظة القاهرة أكثر المحافظات تعداداً في مصر بنحو 9 ملايين و788 ألف نسمة بنسبة 10.73% من السكان تليها الجيزة 8 ملايين و915 ألف نسمة بنسبة 8.64% ثم الشرقية 7 ملايين و401 ألف نسمة بنسبة 7.36%، فالدقهلية فالبحيرة فالقليوبية فالمنيا ثم محافظة الإسكندرية نسبة 5.66% حسب الجهاز المركزي للتعبئة العامة والإحصاء.

## أصل التسمية
المصريون، هذا هو الاسم الأساسي لهذا الشعب ونسبته إلى مصر واسم مصر في اللغات السامية الأخرى نسبة إلى مصرايم بن حام بن نوح، ويفسره البعض بأنه مشتق من جذر سامي قديم قد يعني البلد أو البسيطة (الممتدة)، وقد يعني أيضا الحصينة أو المكنونة. كلمة مصريين مشتقة من المصطلح القرآني مصر، ومصطلح الكتاب العبري متزرايم، ومصطلح رسائل تل العمارنة مصري (أي أرض مصر) وهناك سجلات أشورية تدعو مصر مو-صور.
- (رمتن كيمت): مصطلح أطلقه المصريون على أنفسهم ويعنى أهل مصر.

| D21 | V13 | A1 | B1 | Z2 | N35 | km | m | t | O49 |

(من اليسار إلى اليمين)
- (كيمتيو): مصطلح آخر أطلقه المصريون على أنفسهم ويعنى أيضاً أهل مصر. (رمتن باتا): مصطلح أطلقه المصريون على أنفسهم ويعنى أُناس الأرض.

| km | m | t | O49 |

(من اليسار إلي اليمين)
- (قبط): مصطلح أطلقه اليونانيون على المصريين، مشتق من (حا كا بتاح) أي بيت ومعبد بتاح ومنه أُخِذ لفظ (أجيبتوس) أي مصر عند اليونانيين.

## خلفية تاريخية
أقام المصريون حضارة عظيمة وهي الحضارة المصرية القديمة وقد امتدت تلك الحضارة لآلاف السنين ويعتقد أن العديد من الشعوب الحالية جاءت من نسب المصريين، ولكن مع اختلاط الشعوب والحضارات والنزوحات في العصر الحديث يصعب الجزم بذلك.
ولقد قدِم إلى مصر عديد من الشعوب الأخرى للتعلم والتجارة كالإغريق والنوبيين والليبيّن والفرس والعرب بعد الفتح الإسلامي لمصر، ولكن لم يحدث اختلاط يذكر للنسب المصري بهم فنجد أن أسماء الأجداد المصرية كما هي، المنوف نسبة لمنف والمنوفية والأسيوطي والمصري وهكذا. وأثبتت البحوث التابعة لمركز دعم المعلومات واتخاذ القرار التابع لرئاسة مجلس الوزراء المصرية أن نسبة الدم المصري في المواطنين تتعدى 91% [بحاجة لمصدر] ويوجد رغبة كبيرة من الدارسين على التعرف على الأصول المصرية كما يوجد بعض الشعوب التي تُنسَب أو تَنسِب نفسها للنسل المصري مثل البلقان للمصريين. ومن المقولات الشهيرة بهذا الخصوص، إن كل من شرب من النيل يصبح مصريًّا.

### مصر القديمة
شهدت مصر القديمة توالي ثلاثين أسرة على مدار ثلاث ألفيات. خاضت الثقافة المصرية خلال هذه الفترة تطورات عديدة في كل من الدين والفنون واللغة والعادات.
وقعت مصر تحت حكم الهكسوس في العصر النحاسي المتوسط، ونجح أشراف مصر في طرد المحتلين بحلول العصر النحاسي المتأخر بادئين فترة المملكة المصرية الحديثة، سمت الحضارة المصرية خلال هذه الفترة إلى أن أصبحت إمبراطورية تحت حكم تحتمس الثالث التابع للأسرة الثامنة عشر. استمرت مصر في أن تكون قوة إقليمية خلال حقبة العمارنة والأسر التاسعة عشر والعشرين (الحقبة الرمسيسية)، وحتى العصر الحديدي المبكر.
وصل تأثير انهيار العصر البرونزي الذي أثر على الحضارات بلاد الرافدين مصر بنوع من التأخير، حيث بدأت الإمبراطورية المصرية بالضعف فقط في القرن الحادي عشر قبل الميلاد ودخلت في الفترة الانتقالية المصرية الثالثة المجهولة بشكل نسبي. استطاع أشراف مصر أن يستبدلوا الحكام النوبيين التابعين للأسرة الخامسة والعشرين في القرن السابع قبل الميلاد، وفي عام 525 ق.م. سقطت مصر تحت حكم الفرس.
رُحِب الإسكندر الأكبر عند دخوله مصر عام 332 ق.م. على أنه مخُلِّص للشعب المصري. انتهت الحقبة المتأخرة لمصر القديمة بوفاته عام 323 ق.م. حكمت الأسرة البطلمية مصر من 305 ق.م. وحتى 30 ق.م. وأدخلت الثقافة الهلنستية إلى مصر. حاول 4000 مرتزقة من القلط القيام بانقلاب عسكري طموح ضد بطليموس الثاني عام 270 ق.م. ولكن باءت بالفشل.
أثناء زمن الفراعنة (من 2920 ق.م. حتى 525 ق.م. وفقًا للتسلسل الزمني لمصر القديمة)، كانت الملكية المقدسة هي ما حافظ على تماسك المجتمع المصري وكانت واضحةً أكثر في المملكة القديمة والوسطى واستمرت حتى الفتح الروماني. استمر الهيكل الاجتماعي الذي خلقه هذا النظام من الحكم دون تغيير حتى الزمن المعاصر. ضعف دور الملك بشكل كبير بعد الأسرة العشرين، والذي عرض مصر للتأثير الخارجي والاحتلال. كان دور الملك هو أن يكون ابن رع وكلّف بالمحافظة على ماعت (القانون)، وهو مبدأ الحقيقة والعدالة والنظام، وأن يحسن من الاقتصاد الزراعي المصري عبر التأكد من حدوث فياضانات النيل. عكس تولي العرش المصري أسطورة حورس الذي تولّى الحكم بعدما قام بدفن أبيه المقتول أوزيريس. ملك مصر، مجسدًا لحورس يمكن له أن يتولى العرش بعد دفنه للحاكم السابق له، والذي غالبًا كان أباه.
كان الاهتمام الذي أعاره المصريون لأمواتهم، والتقدير الذي كان يُنظر إليهم به من أبرز صفات المجتمع المصري القديم، بنى المصريون قبورًا لموتاهم وسعوا وراء جعلها خالدة. مُثِّل ذلك بشكل واضح في أهرامات الجيزة، تعني الكلمة المصرية القديمة للقبر پر-دچت pr-djet «بيت الخلود». أحب المصريون أيضًا الحياة كما يظهر في الجداريات والنقوشات والكتابات وغيرها من المصادر التي تظهر المصريين وهم يشاركون في نشاطات كالزراعة والصيد والرحلات التجارية والاحتفال بالأعياد والقيام بالحفلات واستقبال الضيوف مع كلابهم وقططهم وقردتهم الأليفة، كما أحبوا الرقص والغناء والطعام والشراب ولعب الألعاب. عُرِف عن المصريين القدماء امتلاكهم لروح دعابة ممتع مثل أحفادهم المعاصرين.
من الصفات المميزة لهذه الحقبة أيضًا هي سلوك المصريين تجاه الأجانب، فكانوا يعتبرونهم أقل حظًا كونهم ليسوا أعضاء من المجتمع المصري رِمِتِ rmt أو «الناس» (المصريون). سهَّل السلوك هذا التواصل المصري مع الشعوب الأخرى خلال المملكة الحديثة عندما امتدت مصر وأصبحت إمبراطورية شملت النوبة عبر جبل البركل وأجزاء من الشام.
غُذي شعور المصريون بالاستعلاء عبر التصديق الديني، حيث آمن المصريين أن الأجانب في أرض تا-ميري (مصر) كانوا انتهاكًا لحرمة ماعت، وهو منظور عبرت عنه معاتبة إيبوير في رد فعل على الأحداث الفوضوية التي وقعت أثناء الفترة الانتقالية الثانية. وُصِف الأجانب في النصوص المصرية بمصطلحات مهينة مثل «الآسيويون البؤساء (الساميون)» و«الكوشيون الحقراء (النوبيون)» و«الكلاب الآيونيون (اليونانيون)». لم تتأثر المعتقدات المصرية بوقوع العرش تحت حكم الهكسوس والأشوريين والليبيين والفرس واليونانيين، فتولى الحكام دور الفرعون المصري وأُظهروا وهم يدعون إلى الآلهة المصرية على الجداريات.
استخدم المصريون القدماء تقويم شمسي قسّم السنة إلى 12 شهراً بطول 30 يوم، مع خمسة أيام إضافية. دار التقويم حول الطوفان النيلي السنوي (أخ.ت)، والذي كان أول المواسم الثلاث التي قسمت إليها السنة. كانت المواسم الأخرى هي الشتاء والصيف، كليهما يستغرق أربعة أشهر. يقوم الفلاح المصري الحديث بحساب المواسم الزراعية، والتي ما زالت تحمل أشهرها نفس الأسماء القديمة لها بنفس الطريقة التي كان يستخدمها الفلاح المصري القديم.
لا يمكن التشديد أكثر على أهمية النيل في الحياة المصرية القديمة والحديثة، فكان الطمي الغني بالعناصر الذي حمله النهر أساس قيام المجتمع ومن ثم الحضارة المصرية. كان المصريون يحتفلون بوفرة الطوفان; فكانت تتسبب المياه المنخفضة غالبًا بالمجاعات، جسد المصريون القدماء الطوفان النيلي في الإله حابي وكرثوا ترنيمة النيل للاحتفال به. لذلك، فكانت كِمِت، الأرض السوداء (لتربتها الداكنة الغنية) كما وصفها هيرودوت «هبة النيل».

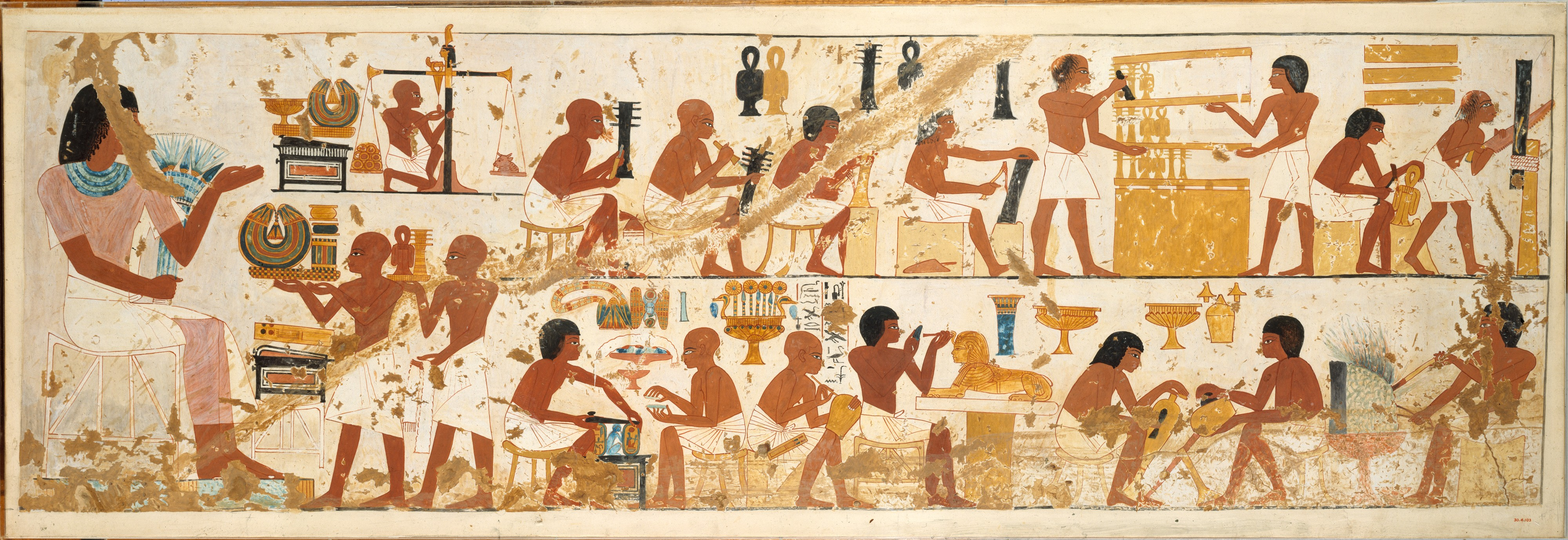
جدارية لحرفيين مصريين في ورشة عمل، مقبرة نيبامون وإيبوكي 1349 ق.م.

### تحت الحكم البطلمي والروماني
لحق وفاة الإسكندر الأكبر انتشار قصة أن نختنبو الثاني كان أبًا له، والذي جعل منه وريث شرعي للعرش ذا صلة بالفراعنة الأصليين في عين المصريين. على النظير، قام الحكام البطلميون الجدد باستغلال مصر لمنفعتهم الشخصية مسببين شقة اجتماعية بين المصريين واليونانيين. حافظ الكهنة المحليون على السلطة التي تمتعوا بها عبر عصر الأسرات. استمر المصريون في ممارسة ديانتهم بلا تدخل واستطاعوا بشكل كبير أن يعيشوا في مجتمعات خاصة منفصلة عن المحتلين الأجانب. أصبحت اليونانية لغة الإدارة، ولكن استمرت الكتلة الأكبر من السكان في التحدث بالمصرية وكانوا مرتكزين في الريف، بينما عاش معظم اليونانيون في الإسكندرية ولم يستوعب منهم اللغة المصرية إلا قلة.

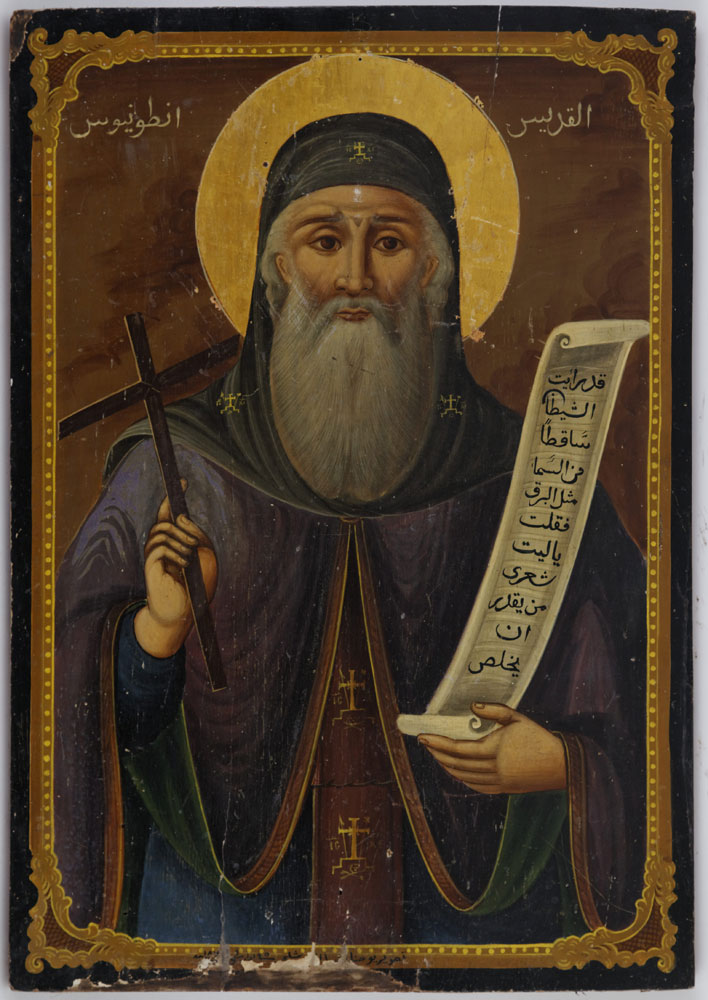
القديس أنطونيوس الكبير.

لم يغير الحكام البطالمة من أسمائهم وألقابهم اليونانية، لكن ظهروا للعوام في هيئة فراعنة مصر. تشكلت أغلبية النصوص الأدبية العامية في هذه الفترة من المرحلة الديموطيقية من اللغة المصرية، وكان تركيز المضمون على المراحل المبكرة من التاريخ المصري عندما كانت مصر مستقلة ويحكمها فراعنة أصليين عظام مثل رمسيس الثاني. تداول المصريون كتابات نبوئية تعد بالطرد الجماعي لليونانيين، وشهدت الفترة البطلمية ثورات متواترة من المصريين. يعتقد أن إحياء عبادة الحيوانات التي كانت منتشرة في عصور ما قبل الأسر والأسر المبكرة جاءت لتملأ فجوة روحانية بفعل إرهاق وشعور المصريين بالخذل للوقوع ضحية لأمواج متكررة من الاحتلال الأجنبي.
بقي الهيكل الاجتماعي الذي صنعه اليونانيون متماسكًا بشكل كبير بعد الاحتلال الروماني لمصر عام 30 ق.م. عاش أباطرة الرومان خارج مصر ولم يقوموا بالوظائف الشعائرية المعتادة للملكية المصرية كما كان يفعل البطالمة. ازدهر فن رسم اللوحات لأوجه المومياوات في هذه الفترة، وانتشرت الطبقية في المجتمع المصري مع تصدر الرومان قمة الهرم الاجتماعي المصري، بينما شغل اليونانيين واليهود نصف الهرم، وشغل المصريين بالرغم من تشكليهم الأغلبية العظمى قاعدة الهرم. دفع المصريون الضرائب كاملة، بينما دفع اليونانيين النصف وأعفي منها الرومان بشكل تام.
أيّد الإمبراطور الروماني كاراكلا طرد المصريين من مدينة الإسكندرية قائلًا «يمكن التعرف عن المصريين الحقيقيين من بين نساجو الكتان عبر أسلوب الحديث الخاص بهم.» ظل هذا الإسلوب تجاه المصريين حتى مُنِحوا الجنسية الرومانية عام 212 ب.م، لكن دام الانفصال العرقي بلا تغير كبير. عامل الرومان المصريين كما عاملهم البطالمة على أنهم أملاك خاصة، حيث استغلوا الأراضي المصرية لمنفعة الصفوة الأجنبية. عاني الفلاحون المصريون من ضغوطات شديدة حيث أمروا بزيادة الإنتاج لملاقاة حاجات الرومان من المحصول، والذي أدى إلى فرار البعض منهم إلى الصحراء.
كانت ديانات إيزيس وأوزيريس وسيرابيس الأشهر في مصر وفي أنحاء الإمبراطورية الرومانية حتى قدوم المسيحية، وظلت هذه الديانات المنافس الأول للمسيحية في أعوامها الأولى. دام المعبد الأساسي لإيزيس مركز عبادة كبير في مصر حتى حكم الإمبراطور البيزنطي جستينيان الأول في القرن السادس عندما تم إغلاق المعبد. أقام المصريون المتعبون من الانتهاك الأجنبي مقارنة موازية بين قصة الإلهة الأم إيزيس وحمايتها لابنها حورس وقصة هروب مريم العذراء مع ابنها يسوع من الإمبراطور هيرودس الأول.
كنتيجة، أصبحت مواقع عديدة اعتقد المصرون أن العائلة المقدسة أقامت بها مؤقتًا أثناء بحثها عن ملجئ مقدسة لهم. رأي مسيحيو مصر أن زيارة العائلة المقدسة هي تحقيق لنبوءة التوراتية «لما كان إسرائيل غلاما أحببته ومن مصر دعوت ابني.» (هوشع 11:1). أصبح عيد قدوم رب مصر في الأول من يونيو جزء مهم من التقاليد المسيحية المصرية. حسب التقاليد، أُدخِلت المسيحية إلى مصر من قبل القديس مرقس في أربعينيات القرن الأول الميلادي تحت حكم الإمبراطور الروماني نيرون. كان أوائل معتنقو الدين هم يهود الإسكندرية، والتي كانت مركزًا ثقافيًا وعلميًا لسكان حوض البحر المتوسط.
قيل أن القديس مرقس هو من أسس الكرسي الرسولي المقدس في الإسكندرية وأصبح أول بطريرك له. في غضون 50 عام من وصول القديس مرقس إلى الإسكندرية، ظهرت قطع من العهد الجديد في البهنسا مقترحًا أنه كان للمسيحية انتشار جنوب الإسكندرية في وقت مبكر. بحلول نصف القرن الثالث الميلادي، كان يتم اضطهاد عدد كبير من أتباع المسيحية من المصريين من قبل الرومان لتبنيهم الدين الجديد بدءًا بحكم ديكيوس. كانت المسيحية مقبولة في الإمبراطورية الرومانية حتى عام 284م، عندما اضطهد وأمر بقتل المسيحيين المصريين الإمبراطور ديوكليتانوس.
أصبح هذا الحدث نقطة تحول في تاريخ المسيحية في مصر حيث عَلَّمَ بداية تكون الكنسية المصرية القبطية. يُعرَف هذا العصر الآن باسم «عصر الشهداء» وتُحيا ذكراه في التقويم القبطي حيث تبدأ تواريخه بداية من تاريخ حكم ديوكليتانوس. تحت اضطهاد مستمر من الحكم، ذهب العديد من المصريين إلى الصحراء للبحث عن مأوى، وغُرِسَت بذلك بذرة ممارسة الرهبانية الفردية التي يُعَد القديسين أنطونيوس وباخوم وشنودة وآمون روادها. بحلول القرن الرابع الميلادي قُدِر أن الغالبية العظمي من المصريين قد اعتنقوا المسيحية.
أسست مدرسة الإسكندرية المسيحية من قبل بنتينوس في القرن الثالث الميلادي، حيث أصبحت مركزًا مؤثرًا لدراسة المسيحية وكذلك العلوم والرياضيات والعلوم الأدبية. تُرجِم سفر المزامير وجزء من العهد الجديد في المدرسة من اللغة اليونانية إلى المصرية، والتي بدأت في أن تتبنى الأحرف اليونانية مع عدد من الأحرف الديموطيقية. تُعرَف هذه المرحلة من تطور اللغة المصرية الآن باللغة القبطية. كان ثالث لاهوتي بالمدرسة هو اللاهوتي المصري أوريجانوس، والذي أثبت تفوقه في مجال اللاهوتية وأصبح من أكثر آباء الكنيسة تأثيرًا. كان كثير الترحال، حيث ذهب للتدريس بالعديد من الكنائس حول العالم وصنع العديد من الأعمال المهمة مثل التفسير الديني للعديد من تراجم العهد القديم «هيكسبالا ‏». تُرجِم العهد الجديد بالكامل إلى القبطية في ذروة الحكم البيزنطي. بينما استمرت المسيحية في الازدهار في مصر، واجه معتنقو المعتقدات الوثنية القديمة الناجية ضغوطات متزايدة لتركها.
عملت الإمبراطورية البيزنطية على محو كل الآثار المتبقية للديانات المصرية القديمة، فتحت حكم ثيودوسيوس الأول تبنت الإمبراطورية الدين المسيحي دينًا رسميًا لها ومُنِعت كل الديانات الوثنية. هدمت العديد من المعابد المصرية القديمة أو حولت إلى أديرة عقب وقوع مصر تحت السلطة القضائية القسطنطينية بعد انقسام الإمبراطورية الرومانية.
من أهم اللحظات في تاريخ الكنسية المصرية هي الجدال الذي نشب حول طبيعة يسوع المسيح والتي أدت إلى الانقسام النهائي للكنيسة القبطية عن الكنيسة البيزنطية والرومانية. عُقد مجمع خلقيدونية في 451م، والذي كان دليل على عزم الإمبراطورية البيزنطية على الهيمنة المعتقدية على مصر. بعد إعلان المجمع طبيعة المسيح الثنائية المتجسدة في فرده، كان الرد المصري سريعًا حيث قام برفض جميع مراسيم المجمع لتعارضها مع المذهب الميافيزي للأرثوذكسية القبطية. كان للتمسك القبطي بالمذهب الميافيزي أمام التأييد اليوناني الملكاني للخلقيدونية عواقب لاهوتية وقومية. كما فسرها عالم القبطيات جيل كامل «فتح الجانب الذي اتخده المصريون المجال لتأسيس الكنسية القبطية لنفسها كجسم مستقل غير متعلق عقائديًا بالقسطنطينية، وبدأ اللاهوتيون في الكتابة باللغة القبطية أكثر من اليونانية. كون الفن القبطي شخصيته القومية الخاصة واتحد الأقباط سويًا ووقفوا ضد القوي الإمبريالية.»

### في العهد الإسلامي من أواخر العصر القديم إلى العصور الوسطى
سبق الفتح الإسلامي لمصر استعادة الإمبراطور هرقل حكمه للبلاد بعد الغزو الساساني (الفارسي) لمصر في 616م، وعيّن كورش بطريركًا. عمل كورش على القضاء على الميافيزية المصرية بأية وسيلة، فطرد الرهبان والأساقفة الأقباط من أديرتهم ومات العديد منهم في الفوضى التي لحقت، وأوصل ذلك استياء المصريين من الحكم البيزنطي قمته.

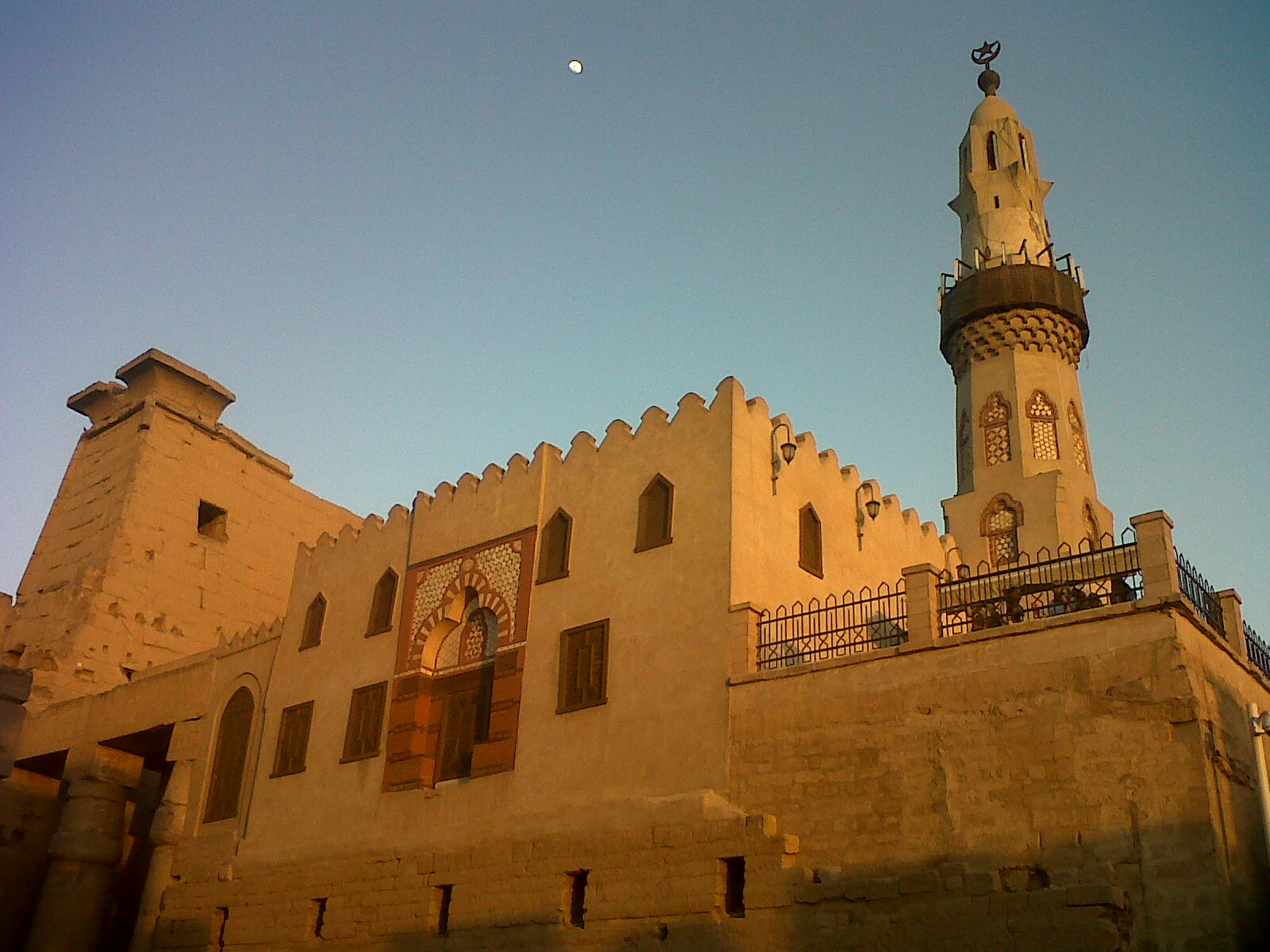
جامع أبو الحجاج بالأقصر، بُني في القرن الحادي عشر على أنقاض معبد مصري قديم. تُعكَس تقاليد عيد أوبيت المصري القديم في عيد أبو الحجاج الذي يحتفل به السكان المحليين كل عام عبر مواكب من المركبات النيلية في شوارع الأقصر.

في الوقت نفسه، كان الدين الإسلامي الجديد ينتشر بسرعة كبيرة في شبه الجزيرة العربية مع الفتوحات الإسلامية التي كانت تقرب الحدود المصرية بمرور الساعة عقب وفاة النبي محمد . زحف الجيش الإسلامي بقيادة عمرو بن العاص إلى مصر عام 639م والتحم مع الجيش البيزنطي في معركة عين شمس التي انتهت بخسارة على الجانب البيزنطي. كانت العلاقة ملتهبة بين أقباط مصر واليونانيين الملكيين لدرجة عدم مقاومة غالبية المصريين قدوم العرب بقوة تذكر.
نقل الحكام المسلمون العاصمة إلى الفسطاط وحافظوا على الهيكل الإداري البيزنطي باللغة اليونانية بشكل كبير حتى القرن السابع الميلادي. شغل المصريون المناصب الإدارية وتمتعوا بحرية العبادة طالما حافظوا على دفع الجزية، بالإضافة إلى ضريبة الخراج التي كان جميع المصريين مطالبين بدفعها بغض النظر عن الدين. نال المذهب الميافيزي للكنيسة القبطية اعترافًا رسميًا للمرة الأول على المستوي القومي.

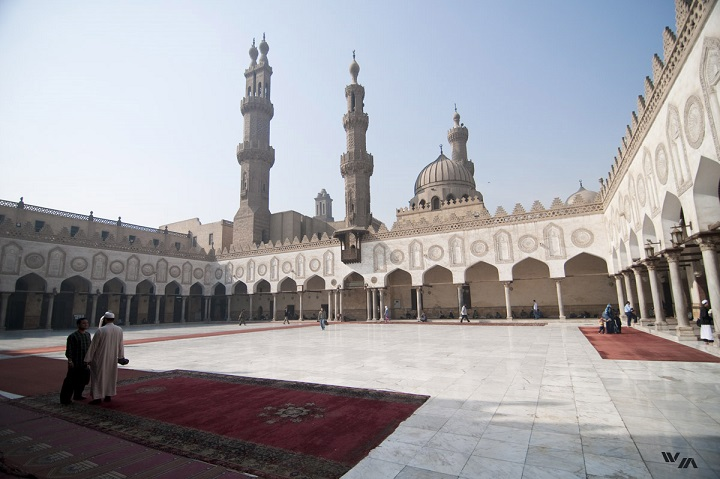
ساحة جامع الأزهر الشريف.

حسب اليعقوبي، بدأت ثورات متعددة من مسيحيي مصر في الظهور ضد المسلمين العرب في القرن الثامن والتاسع الميلادي تحت الحكم الأموي والعباسي. كان أكبر هذه الثورات حينما انضم مسلمين مصريين إلى أقرانهم المسيحيين في محاولة فاشلة لطرد العرب عام 830م . اتخذ المؤرخ المصري المسلم ابن عبد الحكم موقفًا عدائيًا تجاه العباسيين، وهي حسب عالم المصريات عكاشة الدالي ردة فعل يمكن تفسيرها «في إطار المقاومة المصرية ضد الخلافة العباسية في العراق.»
هيمن المذهب السني على مصر، بالرغم من خلط المصريين بعض نواحي معتقداتهم الأصلية الناجية عبر المسيحية القبطية مع دينهم الجديد. كما كان المصريون رواد الرهبانية المبكرة، أصبحوا روادًا في تطوير المذهب الصوفي. تأسست العديد من الطرق الصوفية في القرن الثامن الميلادي وازدهرت حتى يومنا الحاضر. كان من أوائل صوفيي مصر ذو النون المصري، الذي ولد في أخميم عام 796م وحقق درجة عالية من القيادة السياسية والاجتماعية على المصريين.
يرجع إدخال مفهوم الغنوسيس إلى الإسلام إلى ذو النون، كما استطاع أن يفك شفرة بعض الرموز الهيروغليفية فضلًا لمعرفته بالقبطية. كان لديه اهتمامًا كبيرًا بالعلوم المصرية القديمة، وادعي أنه تلقي معرفته الخيميائية عبر مصادر مصرية.
في الأعوام اللاحقة، تكونت هرمية اجتماعية في المجتمع المصري حيث أصبح المصريين الذين اعتنقوا الإسلام «موالي» للنخبة العربية الحاكمة، بينما أصبح هؤلاء المحافظين على دينهم المسيحي (الأقباط) من أهل الذمة، واستمر العرب في إطلاق اسم «الأقباط» على المصريين الذين اعتنقوا الإسلام حتى العصر المملوكي. احتل الإخشيديون الأتراك مصر في القرن العاشر الميلادي بعد ضعف القبضة العربية على الحكم في أنحاء الخلافة الإسلامية، وجعلوا منها جسم سياسي منفصل عن باقي الخلافة.
تمتع المصريون بحياة اجتماعية وسياسية منفصلة عن محتليهم نهاية بالقرن العاشر إلى الثاني عشر حينما بدأت اللهجة المصرية العربية بالتشكل تحت الحكم الشيعي الفاطمي، والتي بدأت في حل محل اللغة القبطية كلغة التحاور الرسمية. أسست جامعة الأزهرعام 970م في العاصمة الفاطمية الجديدة القاهرة، بالقرب من موقع العاصمة المصرية القديمة منف. أصبحت العاصمة مركزًا للدراسات الإسلامية في مصر وبحلول الحكم الأيوبي كانت قد تبنت المذهب السني. عرف عن الفاطميين التسامح مع الأديان مع بعض الاستثناءات حيث واظبوا على العادات والتقاليد المحلية والأعياد للمسلمين والمسيحيين على حد سواء، واستمرت الدولة في الازدهار تحت الحكم الأيوبي.
كان مماليك مصر (1258م-1517م) من أكثر حكام مصر تثقيفًا حيث أظهروا براعة في الفنون وتنفيذ النظام والقانون وخدمات البريد والاهتمام بشؤون الناس، وشق الطرق والقنوات، وبناء الجسور والقناطر. بالرغم من الخلافات الداخلية التي غالبًا ما اتخذت جانبًا عنيفًا، وضعف الإدارة السياسية والاقتصادية، حافظ المماليك على التقاليد الفنية لأسلافهم. تميز حكم قايتباي (1468م-1496م) بإنجازات مهمة في الفنون المعمارية، حيث أظهر حس فني رفيع في بناء القبور والمساجد والقصور الأنيقة، وكانت فترة ازدهار في مجال التعليم.

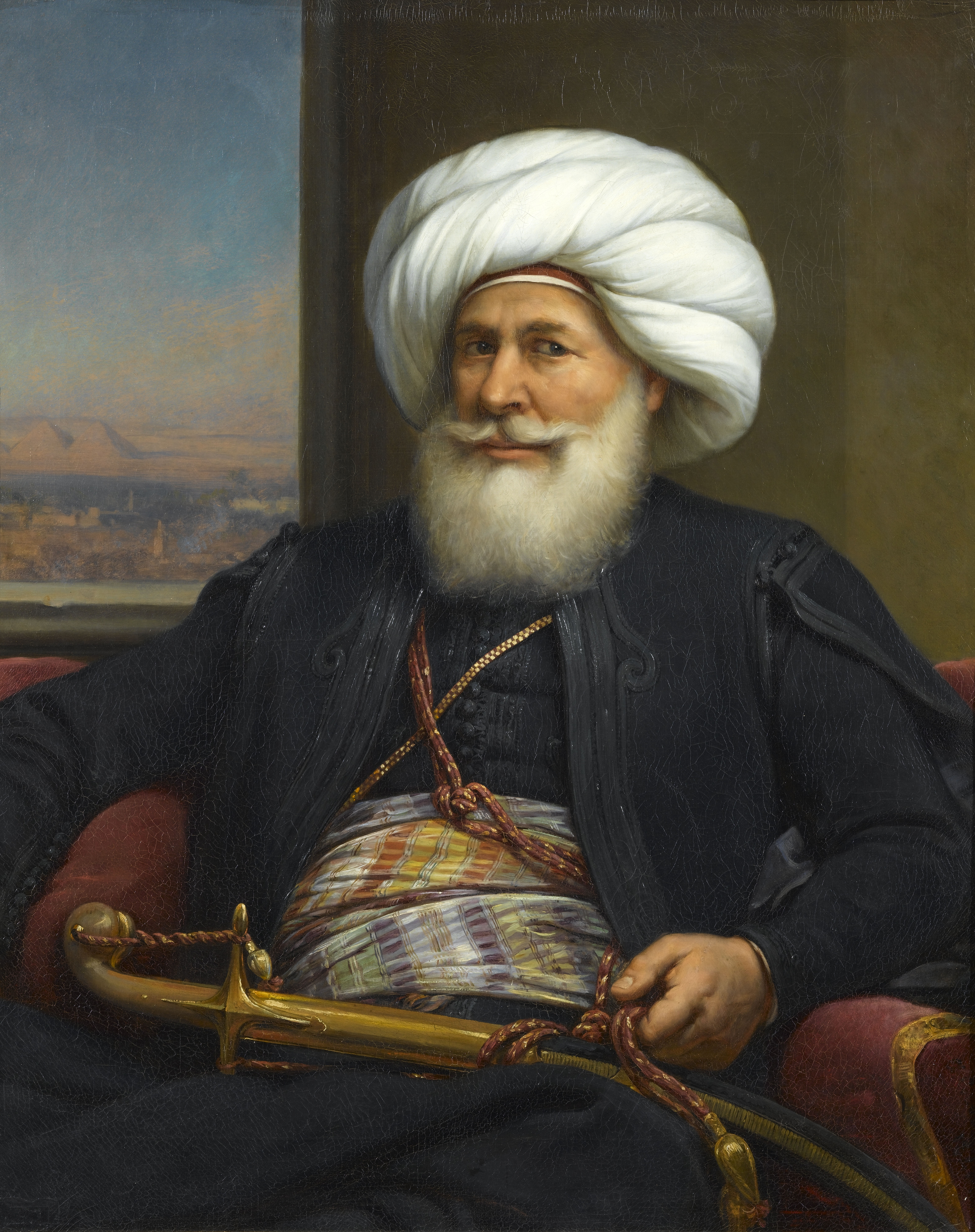
رسم لمحمد علي باشا من سنة 1840، بريشة أوغست كودر.

كتب المؤرخ جيمس جانكووسكي:

### تحت الحكم العثماني
عاش المصريون تحت الحكم العثماني من القرن السادس عشر إلى القرن الثامن عشر الميلادي في هرمية اجتماعية مشابهة لتلك التي عاشوها أثناء الحكم المملوكي والعربي والروماني واليوناني والفارسي في الماضي. استخدم المصرون مصطلح «أتراك» للإشارة إلى العثمانيين والمماليك الذين كانوا على قمة الهرم الاجتماعي المصري، بينما شكل المصريين الذين كانوا غالبًا من الفلاحين قاعدة الهرم. نشبت العديد من الثورات قام بها فلاحو مصر ضد بكوات العثمانيين والمماليك في القرن الثامن عشر الميلادي، تحديدًا في صعيد مصر حيث نجح الفلاحون في التحكم في المنطقة وأعلنوا تكوين حكومة مستقلة.
كانت الطائفة المصرية الوحيدة التي وصلت إلى نوع من السلطة في هذه الفترة هم علماء الدين، الذين أداروا الشؤون الدينية والاجتماعية للشعب المصري ومثلوهم في تعاملاتهم مع النخبة الشركسية التركية. يعتقد أيضًا أنه سمح للمصريين والمسيحيين الأقباط الانضمام إلى صفوف الجيش المصري في العصور المتأخرة من الحكم العثماني لمصر لأول مرة منذ الحكم الروماني.

### مصر الحديثة
يُعتقد أن تاريخ مصر الحديثة يبدأ بالحملة الفرنسية على مصر التي قادها نابليون بونابرت عام 1798م. هزم الفرنسيون الجيش المملوكي هزيمة ساحقة في معركة الأهرام (معركة إمبابة)، ثم نجحوا في الاستيلاء على مصر بعد هروب الجيش المملوكي المتمركز في القاهرة إلى سوريا.
لم يدم الاحتلال الفرنسي طويلًا حيث نجح البريطانيين في إخراج القوي الفرنسية من مصر في 1801م بعد هزيمة الأسطول الفرنسي في معركة أبي قير البحرية. كان للاحتلال تأثيرًا كبيرًا على المجتمع المصري بالرغم من ذلك من الناحية الثقافية والاجتماعية. عادي المصريون الحملة الفرنسية بشكل كبير وأظهروا مقاومة عنيفة تجاههم، وبالرغم من ذلك فأدخلت الحملة الفرنسية إلى مصر مبادئ الثورة الفرنسية والتي كان لها تأثيرًا كبيرًا على الوعي الذاتي والحس الاستقلالي المصري الحديث.
عندما دعي نابليون علماء دين مصر لقيادة حكومة مصرية تحت إشراف فرنسي، أوقدت هذه الدعوة حس وطني استقلالي عند المصريين للانفصال عن العثمانيين. أدخلت الحملة أيضًا الآلة الطابعة إلى مصر ونشرت أول جريدة في مصر «كورييه دليجيبت» والتي اهتمت بإيصال أخبار فرنسا إلى الجيش الفرنسي المنقطع في مصر، وأخرى «لايكاد إيجيبسيان» اهتمت بجميع الظواهر الثقافية والاجتماعية والأدبية المصرية. ألف العلماء والباحثون الذين أتوا مع الجيش الفرنسي كتاب وصف مصر والذي يعتبر أحد أهم الكتب التي ألفت عن المجتمع والاقتصاد والبيئة المصرية.
خلق انسحاب القوات الفرنسية من مصر فراغ في السلطة قام بملئه محمد علي بعد فترة من عدم الاستقرار السياسي، وكان محمد علي ضابطًا عثمانيًا ذي أصول ألبانية. عمل على جني آراء الشعب المصري حتى عين واليًا على مصر. قام محمد علي بالعديد من المشاريع الكبيرة في مجال الري والزراعة، وحسّن من إنتاج المحاصيل المكسبة، وزاد من تَصنُّع مصر، كما حسن من نظام التعليم. تركت هذه المشاريع بصمة محسوسة على مصر دامت حتى هذا اليوم، ولذلك فيعرف محمد علي أيضًا بلقب «مؤسس مصر الحديثة».
لزيادة نفوذه السياسي في مصر، عمل محمد علي للقضاء على الهيمنة التركية-الشركسية على المناصب الإدارية والعسكرية، ولأول مرة منذ الحكم الروماني شغل المصريين المناصب الدنيا من الجيش الوطني. قام الجيش لاحقًا بحملات عسكرية في الشام والسودان وضد الوهابيين في شبه الجزيرة العربية. أرسل العديد من التلامذة المصريين في بعثات إلى دول أوروبية في أوائل القرن التاسع عشر الميلادي للدراسة في الجامعات الأوروبية وجني المهارات التقنية كالطباعة وصناعة السفن والتقنيات العسكرية الحديثة. كان أحد هؤلاء التلامذة رفاعة الطهطاوي (1801م-1873م) والذي كان الأول ضمن موجة المفكرين المصريين الذين أوقدوا عصر النهضة المصرية الحديث.

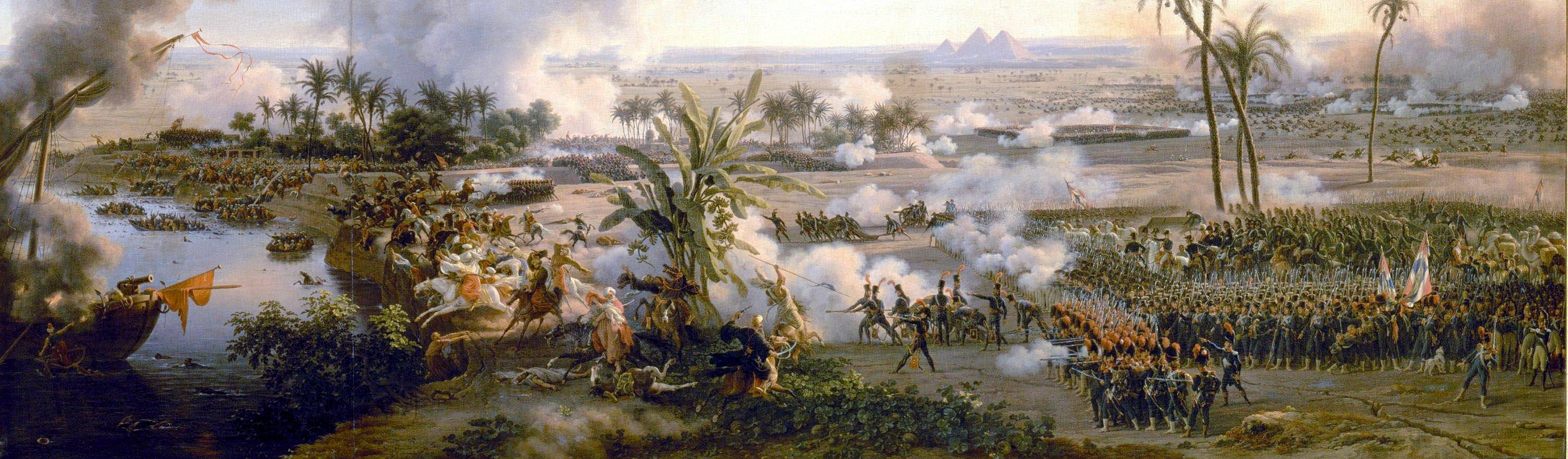
لوحة بانورامية لمعركة الأهرام، بريشة لويس-فرانسوا ليجون سنة 1806.

## اللغة
في عصر الأسر المصرية المبكرة، تحدث مصريو الوادي النسخة الأقدم من اللغة المصرية. تشكل اللغة المصرية فرعها الخاص من عائلة اللغات الأفروآسيوية. آخر هيئة اتخذتها اللغة المصرية القديمة هي اللغة القبطية، مستخدمةً الأبجدية القبطية المعتمدة على الأبجدية اليونانية. في زمن هيرودوت، كان هناك وجود للغات النوبية والعربية ولغات ليبية أخرى خارج وادي النيل وبالجبال المحيطة، مع استخدام اللغة العربية بشكل أساسي في الصحراء الشرقية وسيناء، والنوبية جنوب أول شلالات النيل، واللغات الليبية في الصحراء الليبية.

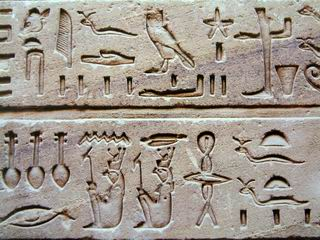
الكتابة الهيروغليفية.

بالرغم من استخدام اللغة العربية في بعض أجزاء مصر الشرقية في عصور ما قبل الإسلام،  فكانت القبطية اللغة الأساسية للأغلبية العظمي من المصريين بوادي النيل. تبني حكام مصر اللغة العربية كلغة رسمية بعد الفتح الإسلامي لمصر في القرن السابع الميلادي، وتدريجيًا بدأت العربية تحل محل القبطية كلغة الحديث. انقرضت اللغة القبطية كلغة تحاور بشكل كبير بحلول القرن السابع عشر، لكن من المحتمل أنه بقي استخدامها في صعيد مصر حتى أواخر القرن التاسع عشر بشكل منعزل، وينحصر استخدامها الحالي على الصلوات الكنائسية.
اللغة العربية هي اللغة الرسمية الحالية لمصر، لكنها ليست لغة التحاور المستخدمة. اللهجات العربية المستخدمة هي اللهجة المصرية (مصري)، واللهجة الصعيدية (صعيدي) بأشكالهما، واللهجة البدوية (بدوي) في سيناء، وأيضًا اللهجة الغربية في الصحراء الغربية. اللغة العامية الأكثر انتشارًا وهيبة هي اللهجة القاهرية، حيث ينطق بها 50% من السكان، وتلحقها اللهجة الصعيدية الأقل هيبة والمتحدث بها حوالي 35-40% من السكان. ينحصر استخدام اللغة العربية الفصحي الحديثة على الشؤون الرسمية بشكل عام كالمستندات الرسمية والمحتوي التعليمي ونشرات الأخبار.
يرجع بداية التاريخ المسجل للعربية المصرية كلهجة إلى مصر العثمانية في وثيقة من القرن السابع عشر للمؤلف يوسف المغربي خلال زياراته لمصر بعنوان «دفع الإصر عن كلام أهل مصر» كان يحكي بها عن غرائب الحديث عند المصريين. يشير ذلك إلى أن اللغة كانت مستخدمة وقتها من قبل الأغلبية في مصر. والجدير بالذكر هو أن المصريون يدعون منطقة القاهرة العظمي (القاهرة، والفسطاط، والجيزة، ومحيطهم) باسم «مصر»، وهو نفس الاسم المستخدم للإشارة إلى سائر أراضي مصر. كنتيجة، أصبح من الشائع الإشارة إلى أهل عاصمة مصر بهذا الاسم. تُمَثَّل اللهجة المصرية بجسم من الأعمال الأدبية باللغة العامية يتكون من الروايات، والمسرحيات والشعر المنشور على مدار القرنين التاسع عشر والعشرين. كان للعربية الفصحي أيضًا بصمة كبيرة على الأعمال الأدبية المصرية، حيث كان الروائيون والشعراء المصريون من أول من ابتكر في الأساليب الحديثة للأدب العربي والتي قُلِد من هيئاتها المطورة.
بينما تعتبر العربية المصرية مشتقة من اللغة العربية الفصحي، تركت العديد من اللغات الأخرى بصمات واضحة عليها مثل اللغة الفرنسية، والتركية، والإيطالية. يعتبر ذلك بسبب كون مصر ضحية تاريخية للعديد من الاحتلالات والفتوحات كالحملة الفرنسية على مصر والدولة العثمانية. مع مرور الفتوحات حافظ المصريون على بعض الكلمات والمصطلحات الجديدة التي سهلت من التواصل فيما بينهم. هناك أيضًا تأثير يوناني على العربية المصرية، والهيكل النحوي الخاص بها يحمل إراث متعددة عن الهيكل النحوي الخاص بالمرحلة القبطية من تطور اللغة المصرية القديمة.
من الجدير بالذكر أن اللهجة المصرية هي الأكثر سهولة في الفهم من بين اللهجات الأخرى في الوطن العربي، ويرجع ذلك إلى التأثير الكبير للأفلام والموسيقي المصرية على المنطقة الذي جعل من المحتوي المصري الأكثر انتشارًا في المنطقة، كما أن لنفوذ مصر الثقافي والسياسي في المنطقة أثر على ذلك. كنتيجة لذلك، نشأ سكان أغلبية دول المنطقة وهم يتعرضون إلى اللهجة المصرية ويواجهون صعوبة قليلة في فهمها، بالرغم من تحدثهم بلهجاتهم الخاصة، مع تبني بعض العناصر من اللهجة المصرية. لا يعني ذلك أن يمكن للمصريين فهم اللهجات الأخرى المتحدث بها في المنطقة لكون التأثير غير متبادل.
كان المصريون القدماء يكتبون بالهيروغليفية، والتي تعني النقش المقدس، ولم تكن لغة منطوقة، وإنما كانوا يتحدثون الديموطيقية والهيراطيقية.كان معني الهيروغليفية مبهمًا في البداية حتى عام 1799 حين حفر جنود نابليون بونابرت حجر رشيد. وجد حجر رشيد في حال سيء وغير مكتمل، واحتوى على 14 سطر من الهيروغليفية، و32 سطر من الديموطيقية، و53 سطر في اليونانية القديمة (الإغريقية). أدي فك شفرته الحجر إلى فهم اللغة المصرية القديمة.
يستطيع أكثر من 28 مليون مصري التحدث باللغة الإنجليزية، وهي اللغة الثانية الأكثر شيوعًا في مصر، تلحقها اللغة الفرنسية بـ 8 ملايين متحدث حسب عام 2014، وأقل شيوعًا اللغة الإيطالية.

## الهوية

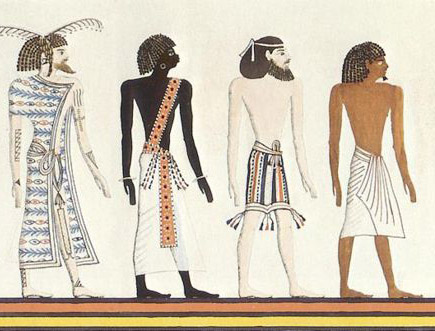
(من اليمين إلى اليسار) مصري، وسوري، ونوبي، وليبي.

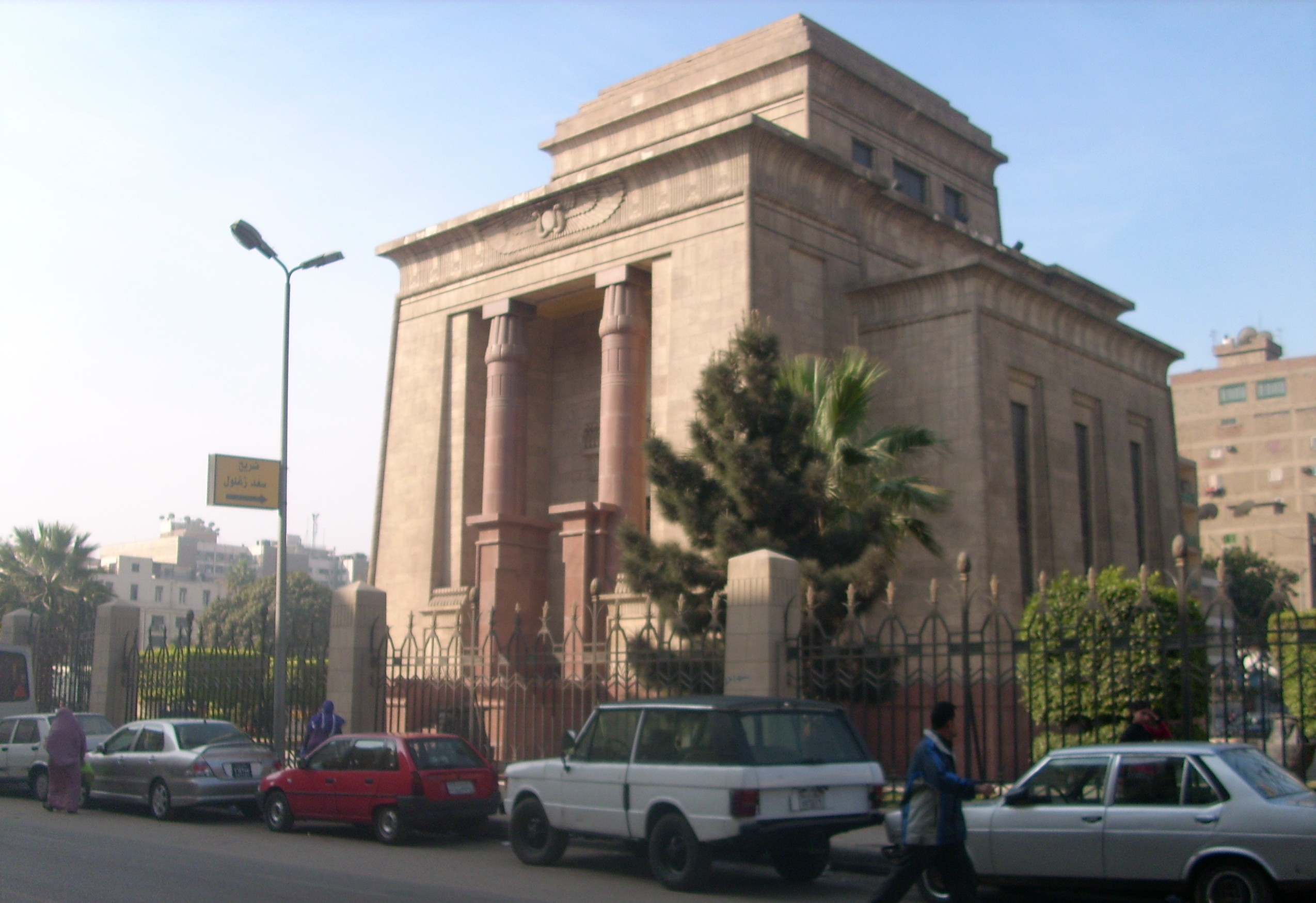
قبر ومتحف سعد زغلول على الطراز الفرعوني.

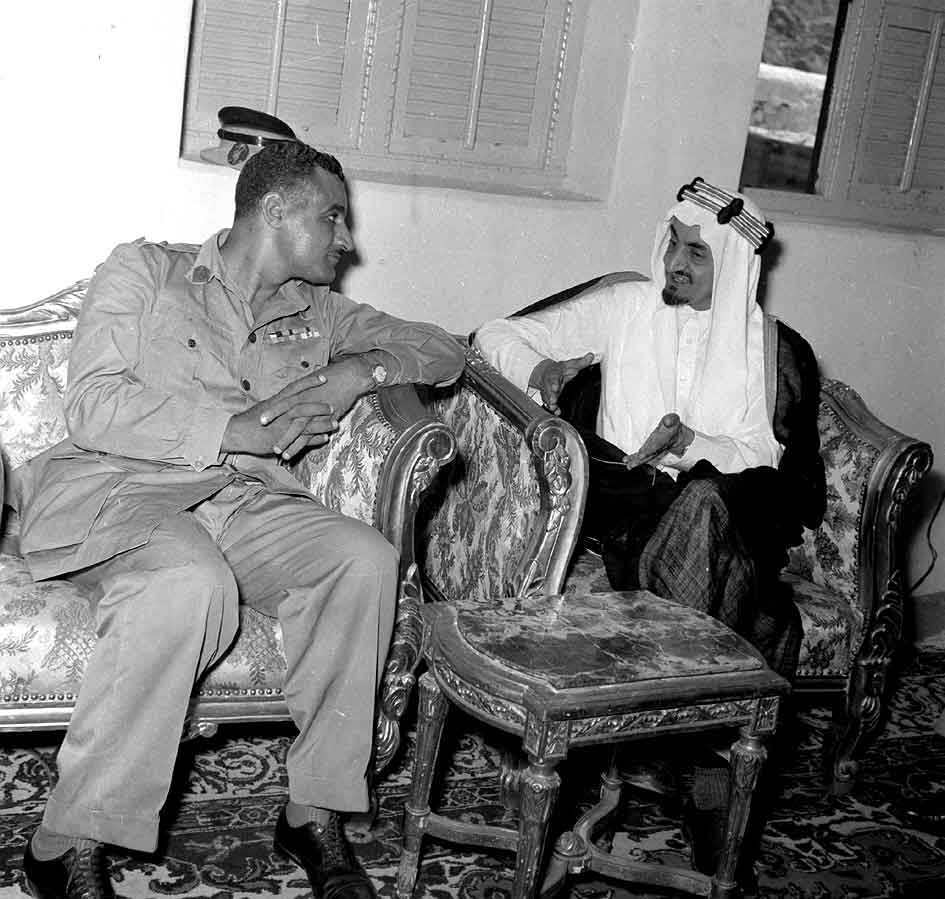
جمال عبدالناصر في زيارة للمملكة العربية السعودية.

ينسب المصريون هويتهم إلى كل حقبة من حقب تاريخ مصر بدرجات متفاوتة. حلت أسئلة الهوية في المقدمة في القرن 20 عندما سعى المصريون إلى تحرير أنفسهم من الاحتلال البريطاني، مما أدى إلى ارتفاع القومية المصرية العلمانية العرقية (المعروفة أيضا باسم «الفرعونية»). بعد حصول المصريين على الاستقلال من بريطانيا العظمى، تطورت أشكال أخرى من القومية، بما في ذلك القومية العربية العلمانية، بالإضافة إلى الإسلاموية.
ارتفعت «الفرعونية» إلى الصدارة السياسية في عقد 1920 و1930 أثناء الاحتلال البريطاني، حيث تطورت مصر بشكل منفصل عن العالم العربي. قال جزء من الطبقة العليا المصرية المتأثرة بالغرب بأن مصر كانت جزءا من حضارة البحر المتوسط. ظهر هذا الفكر إلى حد كبير بسبب تاريخ مصر الطويل قبل الإسلام وقبل أن تصبح عربية، وبسبب العزلة النسبية لوادي النيل وبسبب النسب والعرق الأصلي المتجانس غير العربي لأغلب المصريين،  وذلك بغض النظر عن الهوية الدينية الحالية. كان من أبرز دعاة الفرعونية طه حسين الذي قال «إن الفرعونية متأصلة في نفوس المصريين، وستبقى كذلك بل يجب أن تبقى وتقوى، والمصري فرعوني قبل أن يكون عربياً ولا يطلب من مصر أن تتخلى عن فرعونيتها وإلا كان معنى ذلك: اهدمى يا مصر أبا الهول والأهرام، وانسى نفسك واتبعينا ... لا تطلبوا من مصر أكثر مما تستطيع أن تعطى، مصر لن تدخل في وحدة عربية سواء كانت العاصمة القاهرة أم دمشق أم بغداد».
أصبحت الفرعونية هي الأسلوب السائد للتعبير عن الأنشطة المصرية ضد الاستعمار في فترات الحرب. في عام 1931، عقب زيارة إلى مصر، لاحظ القومي العربي السوري ساطع الحصري أن «المصريين لم يمتلكوا مشاعر قومية عربية; ولم يقبلوا أن مصر كانت جزءا من الأراضي العربية، ولا يعترفون أن الشعب المصري جزء من الأمة العربية.» أصبحت بعد ذلك أواخر عقد 1930 المرحلة التكوينية للقومية العربية في مصر، ويعود جزء كبير من ذلك بسبب جهود المثقفين السوريين والفلسطينيين واللبنانيين.
المشاعر العربية-الإسلامية السياسية كان يغذيها التضامن بين المصريين المكافحين من أجل الاستقلال عن بريطانيا ونظائرهم في دول العالم العربي المشاركين في نضالات مماثلة مناهضة للإمبريالية. بشكل خاص، نمو الصهيونية في فلسطين المجاورة كان ينظر إليه باعتباره تهديدا من قبل العديد من المصريين وتم تبني فكرة المقاومة هناك بسبب صعود الحركات الإسلامية مثل الإخوان المسلمين وكذلك القيادة السياسية بما في ذلك الملك فاروق الأول ورئيس الوزراء مصطفى النحاس. ومع ذلك، بعد مرور عام على إنشاء جامعة الدول العربية في عام 1945، والتي أصبح مقرها في القاهرة، كتب المؤرخ في جامعة أكسفورد هـ. س. دايتون:
معظم المصريون في الزمن الحالي يعتبرون أنفسهم عرب، مع وجود أقلية غير عربية. وهم غالبيتهم مسلمون. بالفعل يلعب الإسلام دوراً أكبر في حياتهم من دوره لدى أي من السوريين المسلمين أو العراقيين المسلمين. لكن المصري، خلال الثلاثين سنة الأولى من القرن العشرين، لم يكن على دراية بأي ارتباط محدد بالشرق العربي ... ترى مصر في القضية العربية هدفاً جديراً بالتعاطف الحقيقي والنشط، وفي نفس الوقت فرصة عظيمة ومناسبة لممارسة القيادة، وكذلك للتمتع بثمارها. لكن مصر لا تزال عربية لذلك، واهتماماتها الرئيسية لا تزال محلية.
لم تصبح القومية العربية -والاشتراكية العربية- سياسة الدولة حتى عهد جمال عبد الناصر، بعد أكثر من عقد من الزمن، وأصبحت وسيلة تحديد موقف مصر في الشرق الأوسط والعالم،  وعادة ما كانت في مواجهة الصهيونية في الدولة الجديدة المجاورة إسرائيل. تشكلت سياسة ناصر بناء على اقتناعه بأن جميع الدول العربية لديها نضالات مناهضة للإمبريالية وبالتالي التضامن بينهم ضرورة حتمية من أجل الاستقلال. نظر ناصر إلى القومية المصرية الأقدم (تلك الخاصة بسعد زغلول) على أنها تنظر إلى الداخل بدرجة مبالغ فيها ولم ير أي تعارض بين الوطنية المصرية والقومية العربية. لفترة من الزمن شكلت مصر وسوريا الجمهورية العربية المتحدة. عندما تم حل الاتحاد، ظلت مصر تعرف باسم الجمهورية العربية المتحدة حتى عام 1971 عندما اعتمدت مصر الاسم الرسمي الحالي «جمهورية مصر العربية». بدأ تشكيك المصريين في العروبة خاصة بعد حرب 1967. الآلاف من المصريين فقدوا حياتهم، وأصيبت البلاد بخيبة أمل فيما يتعلق بالسياسة العربية. على الرغم من أن العروبة التي تم غرسها في البلاد من قبل عبد الناصر لم تكن متأصلة في المجتمع، كانت هناك قرابة راسخة مع بقية العالم العربي ونظرت مصر إلى نفسها على أنها قائدة هذا الكيان الثقافي الأكبر. شددت نسخة عبد الناصر من العروبة على السيادة والقيادة المصرية للوحدة العربية بدلا من الدول العربية الشرقية.
أحيى خليفة ناصر أنور السادات، من خلال السياسة العامة وكذلك مبادرته للسلام مع إسرائيل، توجها مصريا، مؤكدا بشكل قاطع أن مصر والمصريين فقط مسؤوليته. وفقا لدويشة، مصطلحات «العرب» و«العروبة» و«الوحدة العربية»، أصبحت غائبة بشكل واضح. ومع ذلك، وعلى الرغم من محاولات السادات المنهجية للقضاء على المشاعر العربية، ظلت القومية العربية في مصر قوة فعالة.
خلال هذه الحقبة، في عام 1978، درس الباحث المصري-الأمريكي في علم الاجتماع سعد الدين إبراهيم الخطاب الوطني بين 17 من المثقفين المصريين فيما يتعلق بهوية مصر والسلام مع إسرائيل. ولاحظ أنه في 18 مقالة، تم الاعتراف بالهوية العربية وتمت معارضة الحياد في الصراع، بينما في ثمانية مقالات تم الاعتراف بالهوية العربية مع دعم الحياد، بينما فقط في ثلاث مقالات كتبها الكاتب لويس عوض تم رفض الهوية العربية ودعم الحياد. شدد الباحث المصري جمال حمدان على أن الهوية المصرية فريدة من نوعها، ولكن أن مصر هي «المركز الثقافي» في العالم العربي، مجادلا أن «مصر بالنسبة للعالم العربي مثل القاهرة لمصر.» حمدان أكد أيضا: «نحن لا نرى الشخصية المصرية -مهما كانت متميزة- كأي شيء سوى جزء من شخصية الوطن العربي الأكبر».
العديد من المصريين اليوم يشعرون أن الهويات المصرية والعربية ترتبط ارتباطا وثيقا، مع التأكيد على الدور المحوري الذي تلعبه مصر في العالم العربي. يواصل آخرون الاعتقاد أن مصر والمصريين هم ببساطة ليسوا عربا، مؤكدين على التراث والثقافة المصرية المستقلة ونظام الحكم، مشيرين إلى ما يروه كإخفاقات للسياسة العربية والقومية العربية. توضح عالمة الأنثروبولوجيا المصرية ليلى الحمامصي العلاقة الحديثة بين الاتجاهين قائلة: «في ضوء تاريخهم، المصريون ... يجب أن يكونوا على وعي بهويتهم الوطنية ويعتبرون أنفسهم فوق كل شيء مصريين. كيف للمصري مع هذا الإحساس القوي بالهوية المصرية، أن ينظر إلى نفسه كعربي أيضا؟» شرحها لذلك هو أن التمصير يفسر كتعريب، وينتج عن ذلك «زيادة وتيرة التعريب، بسبب فتح اللغة العربية النوافذ لإرث غني من الثقافة العربية. ... وهكذا من خلال البحث عن الهوية الثقافية، أحيت مصر تراثها الثقافي العربي.»
يرى النقاد المصريون للقومية العربية أنها عملت على نبذ وإبعاد الهوية المصرية الأصلية بفرض جانب واحد فقط من جوانب الثقافة في مصر. تم التقاط هذه الآراء والمصادر حول الهوية الجماعية في الدولة المصرية في كلمات عالم أنثروبولوجيا لغوية أجرى عملا ميدانيا في القاهرة:
من الناحية التاريخية، اعتبر المصريون أنفسهم مختلفين عن «العرب»، وحتى في الوقت الحاضر نادراً ما يستخدمون ذلك التعريف في السياقات غير الرسمية. يشير مصطلح «العرب» كما يستخدمه المصريون بشكل رئيسي إلى سكان دول الخليج ... مصر هي زعيمة للعروبة وفي نفس الوقت موقع استياء شديد من تلك الإيديولوجية. اضطر المصريون أن يتحولوا، رغما عنهم في كثير من الأحيان، إلى «عرب» [خلال عهد عبد الناصر] لأنهم لم يعرِّفوا أنفسهم تاريخياً على هذا النحو. كانت مصر دولة ذات وعي ذاتي، ليس فقط قبل العروبة، بل قبل أن تصبح مستعمرة للإمبراطورية البريطانية. إن استمراريتها الإقليمية منذ العصور القديمة، وتاريخها الفريد كما يتضح في ماضيها الفرعوني، وفيما بعد في لغتها وثقافتها القبطية، قد جعلت مصر بالفعل أمة لقرون. رأى المصريون أنفسهم وتاريخهم وثقافتهم ولغتهم على أنها مصرية على وجه التحديد وليست «عربية».

## التاريخ الجيني

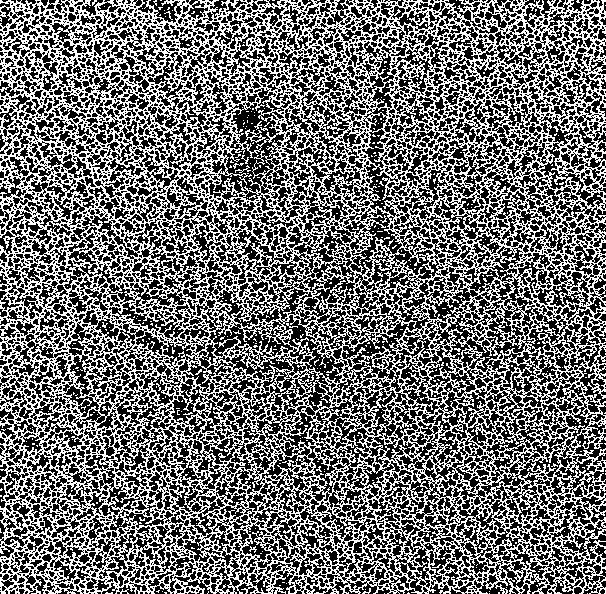
دِنا مترابط صليبيًا مستخلص من كبد كاهن مصري قديم يدعي نيخت-عنخ من 4000 عام.

أُثبِت عبر تحاليل لبقايا هياكل عظمية لسكان صعيد مصر والوجه البحري ترجع إلى عصر ما قبل الأسرات أنه كان هناك اختلاف وراثي بين المجموعتين، وهو ما يقترح حدوث تنوع سمات من الشمال إلى الجنوب.
بدأ الاختلاف الوراثي يقل وضوحًا بعد توحيد قطري مصر عام 3200 ق.م. خالقًا تماثلًا أكبر بين سكان مصر بالرغم من احتفاظهم ببعض الصفات المميزة حتى هذا اليوم. يؤمن بعض علماء الأنثروبولوجيا الحيوية مثل شوماركا كيتا بوقوع نطاق تغاير بين السكان في النطاق الأصلي وأنه لم يتكون بفعل اختلاط شعوب مختلفة جينيًا بشكل كبير. يصف كيتا الأنماط الشمالية والجنوبية لعصر ما قبل الأسرات كـ«مصري-مغربي-شمالي» و«متغاير أفريقي استوائي» (متداخل مع النوبة/كوش) على الترتيب، ويُظهِر تغيرًا في صعيد مصر باتجاه النمط الشمالي المصري في عصر ما قبل الأسرات. ظل النمط الجنوبي مهيمنًا على أبيدوس في الصعيد حتى الأسرة المصرية الأولى، مع وجود أنماط مغربية وأوروبية وهذا ما يشير إلى وجود تنوع كبير. أقامت مجموعة مرموقة من الأنثروبولوجيين الفيزيائيين دراسات قحفية وجهية لبقايا هياكل عظمية مصرية ووصلت لاستنتاج مشابه على النحو التالي:

تظهر التحاليل الجينية الحديثة للمصريين أن لهم سلف أبوي مشترك ينتمي إلى سكان شمال-شرق أفريقيا بشكل أساسي وإلى الشرق الأدنى بدرجة أقل، وانتشرت هذه الأنساب غالبًا خلال العصر الحجري الحديث واستقرت في عصر ما قبل الأسر. اقترح عالم المصريات فرانك يوركو من جامعة شيكاغو الاستمرارية التاريخية واللغوية والعرقية والمكانية للمصريين مؤكدًا أن «المومياوات والهياكل العظمية الخاصة بالمصريين القدامى تشير إلى أنهم كانوا متشابهين مع المصريين الحاليين وشعوب أخرى من التصنيف العرقي الأفروآسيوي». وجد بحث آخر أنه لدى الذكر المصري متوسط 85% أصل شمال أفريقي، ووُجِدَ أن للمسلمين والمسيحيين من المصريين صلة قرابة قوية وأنهم مندرجون من النسل عينه حسب دراسة أجراها طه وآخرون (2020) نشرت في دورية علم الطب الجنائي الدولية (بالإنجليزية: Forensic science international) عام 2020، وكتب في البحث:

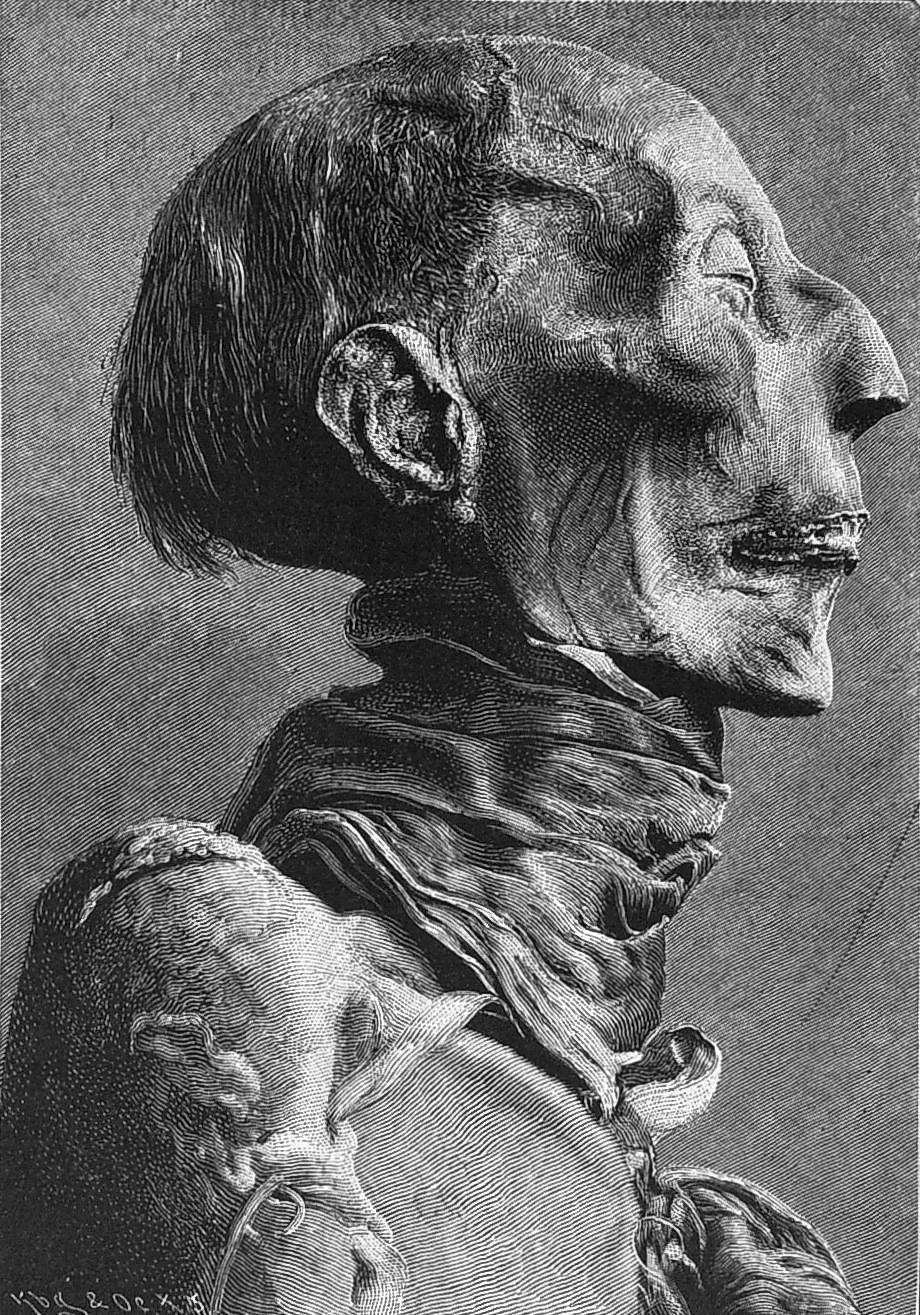
مقطع جانبي لرأس مومياء رمسيس الثاني، ملك مصر في الأسرة التاسعة عشر.

أظهرت دراسة حفريات حيوية على شكل أسنان المصريين القدماء قام بها البروفيسور جويل أيريش عام 2006 ملامح أسنان متأصلة في شمال أفريقيا وبدرجة أقل في جنوب غرب آسيا وسكان أوروبا. ضمن العينات المدروسة هياكل عظمية من مقابر هوارة بالفيوم المخلوطة مع البداري في عصر ما قبل الأسرات. كل العينات خصوصًا تلك الخاصة بعصر الأسرات كانت منفصلة بشكل كبير عن عينة الصحراء الغربية من النوبة السفلى. باتت الاستمرارية الحيوية سليمة من عصر الأسرات إلى عصور ما بعد الفراعنة. وبحسب أيريش:
وصفت دراسة أجراها شوينمان وزملاؤه (2017) عن طريق استئصال وتحليل الدِنا الخاص بـ 151 مومياء مصرية قديمة اكتشفت بقاياها في أبو صير الملق في مصر الوسطى. عاشت العينات فترة ممتدة من المملكة الحديثة المتأخرة إلى العصر الروماني (1388 ق.م.-426 ب.م.). استُخلص دنا متقدرة مكتملة (mtDNA) لتسعين من المومياوات وقورنت فيما بينها ومع قواعد بيانات أخرى حديثة وقديمة. وجد العلماء أن الأفراد المصريين القدماء امتلكت ملفات دنا متقدرة متشابهة بشكل كبير داخل مجموعة البيانات الخاصة بهم خلال فترة التحاليل. يحمل سكان مصر الحديثة نمط الهابلوغروب المتقدرة هذا بشكل عام. استطاعت الدراسة أن تقيس الدنا المتقدرة الخاصة بـ 90 فردا وأظهرت أن تركيب الدنا المتقدرة للمومياوات متقارب جدًا مع دنا سكان الشرق الأدنى وشمال أفريقيا وكان أقرب بكثير إلى سكان جنوب-شرق أوروبا عن سكان أفريقيا جنوب الصحراء.
لم تستأصل بيانات مجموع مورثي واسعة بشكل ناجح إلا من ثلاثة أفراد. من أصل الثلاثة، يمكن تصنيف كروموسوم واي لاثنين تحت هابلوغروب جي (باللاتينية: Haplogroup J) الخاص بالوطن العربي، وواحد تحت هابلوغروب E1b1b1 المنتشر في المغرب العربي. تراوحت التقادير المؤكدة للأصول الأفريقية جنوب الصحراء في الأفراد الثلاثة من 6 إلى 15%، وهو أقل بدرجة قليلة عن نسب الأصول الأفريقية جنوب الصحراء عند المصريين الآن (أخذت العينات المصرية الحديثة من القاهرة والواحات البحرية) التي تراوحت بين 14 و21%. تعتمد النُطُق على المنهج المستخدم والمجتمع المرجعي. حذر مؤلفو الدراسة أنه يمكن للمومياوات ألا تكون ممثلة للشعب المصري القديم ككل، بالنظر إلى أن العينات أخذت من الجزء الشمالي من مصر الوسطى.
عبر البروفيسور ستيفن كويرك، عالم المصريات بكلية لندن الجامعية عن حذره من ورقة شوينمان وزملائه (2017)، قائلًا «كانت هناك هذه المحاولات القوية جدًا عبر تاريخ المصريات لفصل المصريين القدماء عن الشعب (المصري) الحديث.» وأضاف «لقد كنت حذرًا خصوصًا تجاه أي تصريح من الممكن أن يحمل عواقب غير مقصودة بتأكيد -مجددًا من منظور شمال أوروبي أو شمال أمريكي- أن هناك انقطاع [بين سكان مصر القديمة والحديثة]».

## تعداد السكان
مصر هي أكثر الدول سكانًا في الشرق الأوسط وثاني أكثر الدول سكانا في أفريقيا بعد نيجيريا، يتركز أغلبهم حول وادي النيل، وبالذات في المدينتين الكبيرتين القاهرة (التي يعيش فيها ربع سكان مصر تقريبًا)، والإسكندرية، كما يعيش أغلب السكان الباقين في الدلتا وعلى ساحلي البحر المتوسط والبحر الأحمر ومدن قناة السويس.
إجمالي عدد سكان مصر بالداخل والخارج مجتمعين بلغ نحو 85 مليونًا و480 ألفًا و426 نسمة في تعداد 2006، وبلغ عدد السكان الداخل 80 مليونًا و579 ألفًا و30 نسمة حسب الإحصاء المقام في 2009 والمعلن في أبريل 2010 م.
كما يبلغ عدد الأسر نحو 17 مليونًا و265 ألفًا و265 أسرة ويقدر معدل الزيادة السكانية خلال السنوات الأخيرة بنحو 1.3% وترجع إلى ارتفاع معدل المواليد البالغ 29 في الألف عام 1995 م، في الوقت الذي انخفض فيه معدل الوفيات إلى 9 في الألف، مما أدى إلى ارتفاع معدل الزيادة إلى نحو 20 في الألف عام 1995 م.
تتبنى الدولة وتشجع سياسة تنظيم النسل مما أسهم في بلوغ معدل المواليد مستواه الحالي (28 في الألف) بعد أن كان 41 في الألف خلال أواخر القرن الرابع عشر الهجري (أواخر السبعينيات من القرن العشرين الميلادي)، و37% في نهاية ثمانينيات القرن العشرين.

يبلغ متوسط الكثافة السكانية في مصر 63 نسمة/كم²، وتبلغ كثافة السكان في منطقة وادي النيل ودلتاه 900 نسمة/كم²، حيث يعيش فيها نحو 98% من مجموع السكان، في حين لا تتجاوز نسبة مساحة هذا النطاق 4% من إجمالي مساحة البلاد، لذا تُعَدُّ الكثافة العامة لسكان وادي النيل ودلتاه من أعلى الكثافات السكانية في العالم.

## الديانة

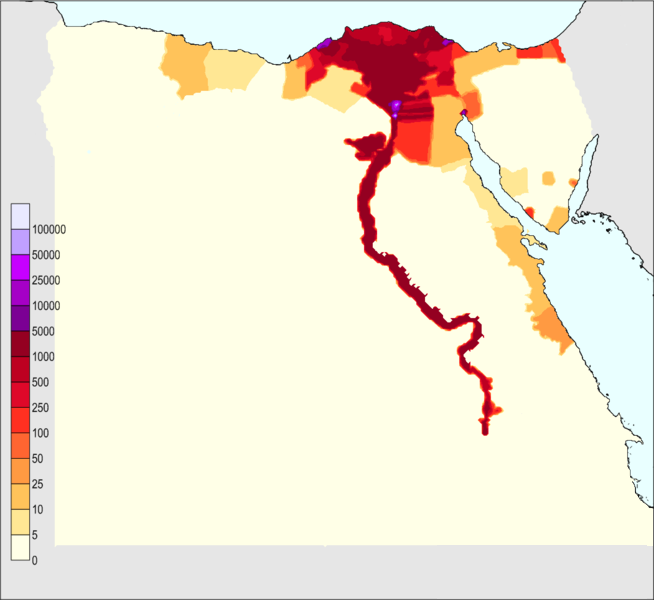
خريطة للكثافة السكانية بمصر.

كان المصريون يعتنقون الديانة المصرية القديمة، ويعتقد أصحاب الديانات السماوية أن هناك العديد من الأنبياء أرسلهم الله للمصريين مثل إدريس وبعضهم زار مصر مثل إبراهيم وتزوج منها هاجر المصرية أم إسماعيل، ويعقوب الذي استقدمه ابنه النبي يوسف الذي سجن واستوزر وبعث في مصر وبدينه آمن من المصريين الكثير، وثم جاء موسى الذي ولد وتعلم بمصر وأرسل إلى فرعون وإلى مصر جاء المسيح وأمه في رحلة العائلة المقدسة،. بعد ذلك بفترة اعتنق أغلب المصريين الديانة المسيحية. وبعد الفتح الإسلامي لمصر تحول معظم المصريين إلى الإسلام. سكن في مصر عدد من اليهود لقرون، ولكن معظمهم هاجر إلى فلسطين بعد عام 1948،. بقي بعض المصريين على الديانة المسيحية.
حسب بعض التقديرات فان 84–90% من السكان في مصر من المسلمين السنة حسب التقدير الرسمي ، بينما يشير تقرير حرية الأديان العالمي الذي أعدته وزارة الخارجية الأمريكية عام 2006 إلى أن المسلمين السنة يشكلون 92% من السكان، والفرق الأخرى 2%، والمسيحيين 10 إلى 15%. تذكر الإحصائيات الرسمية أن عدد الأقباط يناهز ثلاثة ملايين (أي نحو 4%)، في حين يذكر الفاتيكان أن عدد الأقباط في مصر حوالي أربعة ملايين ونصف المليون نسمة (نحو 6 في المئة من عدد سكان مصر).
يوجد مصريون يعرفون أنفسهم على أنهم لادينيون إلا أنه من الصعب معرفة عددهم نظرا لأن الإحصاءات الرسمية لا تعترف إلا بالديانات الثلاث؛ الإسلام والمسيحية واليهودية، كما يوجد ما بين 500 إلى 2000 بهائي في مصر.

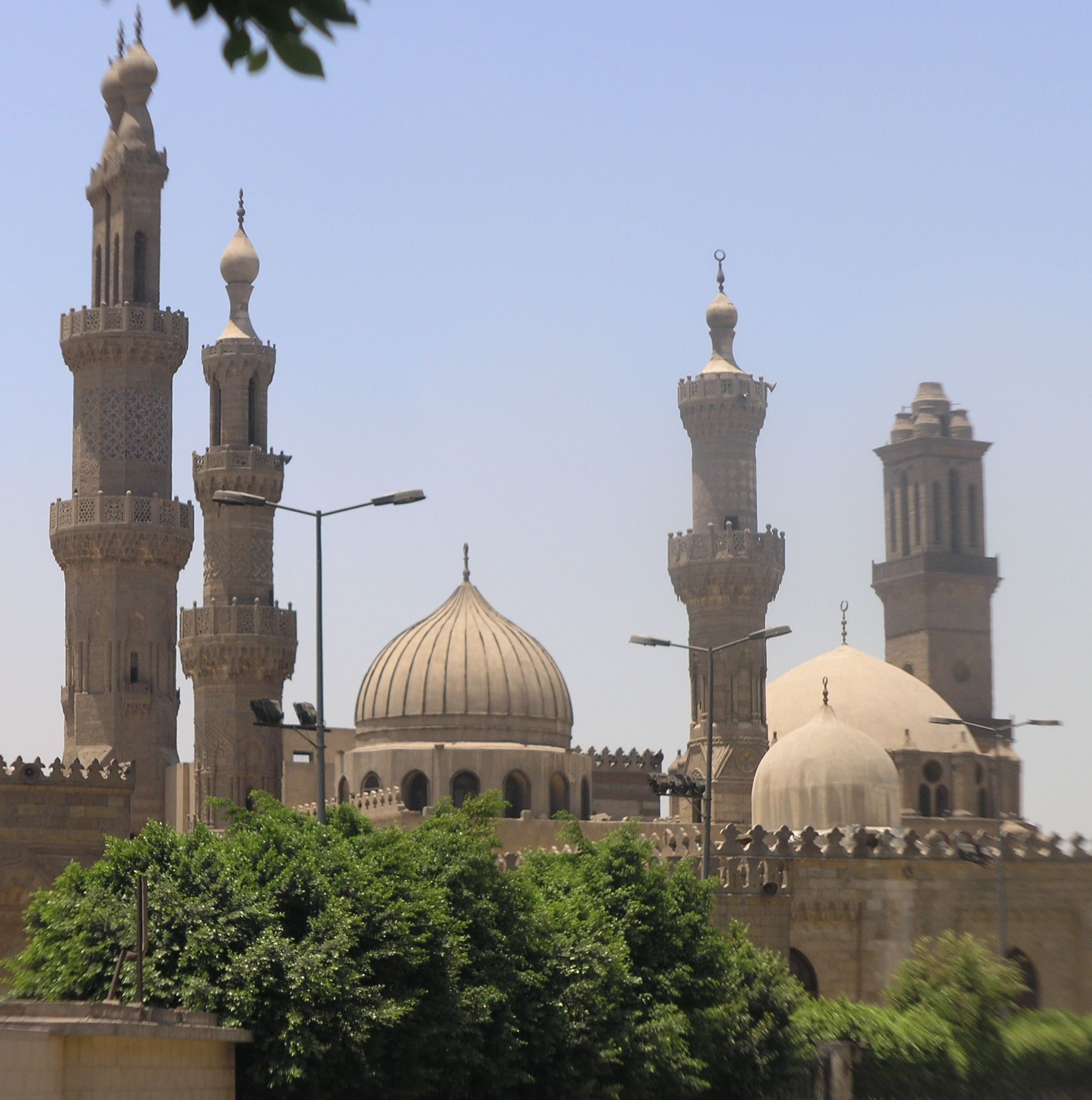
الجامع الأزهر.
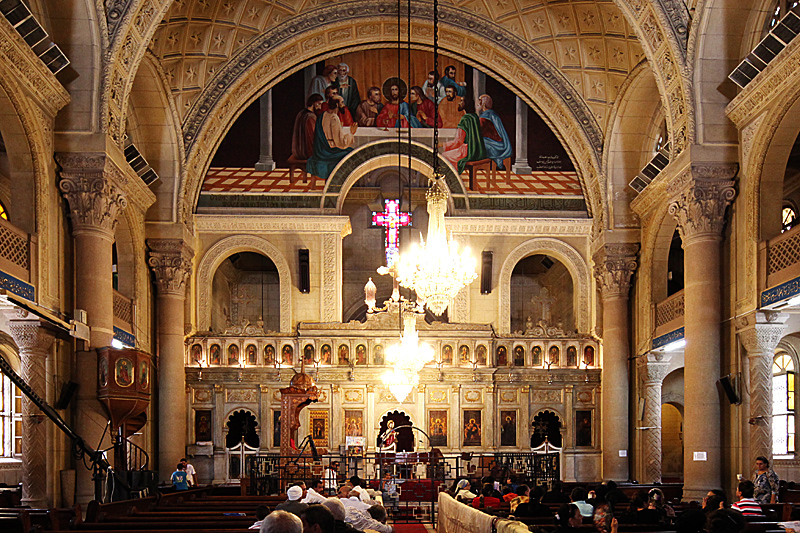
الكنيسة المرقسية.

## التركيبة السكانية
يُقَدَّر عدد سكان مصر بـ 102.4 مليون نسمة، أغلبهم ذوي أصل مصري حيث يشكل المصريون 99.6% من مجمل السكان.
ينتمي حوالي 84-90% من سكان مصر إلى ديانة الإسلام (90% سُنّة) و 10-15% إلى الديانة المسيحية (10-15% أقباط أرثوذكس، و1% طوائف أخرى (غالبية أرثوذكس يونانيون)) حسب التقديرات. يعيش معظم المصريين على طول ضفاف نهر النيل حيث أكثر من خُمسي السكان هم من الحضر. الكثافة السكانية على ضفاف النيل هي واحدة من أعلى الكثافات في العالم، بفيض 2000 نسمة/كم² في عدد من المحافظات النهرية. معدل زيادة السكان في مصر مرتفع، فما يقرب من 30% السكان هم من تحت سن الـ 15، وحوالي 60% تحت سن الـ 30. لمقاومة الضغط الاقتصادي الناتج عن التعداد السكاني المرتفع، أقيم برنامج تنظيم أسرة في 1964 ونجح البرنامج في التقليل من معدل المواليد بحلول تسعينيات القرن الـ 20. خفضت التحسينات في جودة الرعاية الصحية معدل وفيات المواليد تحت المتوسط العالمي عند مطلع القرن الـ21. متوسط حياة الإنسان حوالي 72 عام عند الذكور و 74 عند الإناث. يشكل المصريون أقلية في العديد من الدول المجاورة وأمريكا الشمالية، وأوروبا وأستراليا.
حسب منظمة الهجرة الدولية، يُقَدَّر عدد المصريين بالخارج إلى 2.7 مليون نسمة يساهمون بشكل فعال في تطوير بلدهم عبر التحويلات المالية ($7.8 مليار دولار أمريكي في 2009)، وكذلك عبر الاستثمار. يعيش حوالي 70% من المهاجرين المصريين في الدول العربية (923,600 في السعودية، و332,600 في ليبيا، و226,850 في الأردن، و190,550 في الكويت، وغيرهم) ويعيش معظم الـ 30% المتبقية في أوروبا وأمريكا الشمالية (318,000 الولايات المتحدة، و110,000 كندا، و90,000 إيطاليا).
لم تبدأ جالية مصرية كبيرة بالتشكل حتى مقدم ثمانينيات القرن الـ 20، عندما بدأت الأوضاع الاقتصادية والسياسية بدفع المصريين خارج البلاد بأعداد كبيرة. يقرب عدد الجالية المصرية اليوم إلى 4 ملايين نسمة (تقدير 2006). بشكل عام، يميل المصريون الذين يهاجرون إلى الولايات المتحدة ودول غرب أوروبا إلى البقاء، حيث يبقي 93% من المصريين المهاجرين إلى الولايات المتحدة، بينما يبقي 55.55% من هؤلاء الذين هاجروا إلى دول غرب أوروبا. على النظير، يذهب المصريون إلى الدول العربية تقريبًا دائمًا بهدف العودة إلى مصر بعد الانتهاء من العمل، وتقريبًا لا يبقى أحد في الدول الجديدة بشكل مستمر.
قبل عام 1974، لم يسافر إلا قليل من المهنيين المصريين للبحث عن عمل. أدت الضغوطات السياسية والديموغرافية والاجتماعية إلى أول موجة من الهجرة بعد عام 1952، ثم غادر مصريون أكثر أولًا بعد زيادة أسعار البترول في 1973 ومجددًا في 1979، لكن أصبحت الهجرة ظاهرة بارزة أكثر فقط بعد الموجة الثانية من الهجرة في النصف الثاني من ثمانينيات القرن الـ 20.
تحفز على الهجرة الحالية معدلات البطالة والنمو السكاني والأسعار المرتفعة أكثر من أي وقت مضي. من العوامل الأخرى المساهمة في زيادة معدلات الهجرة القمع السياسي وانتهاكات حقوق الإنسان من نظام الحكم المصري. تأثر المصريون أيضًا بالحروب بين مصر وإسرائيل، خصوصًا بعد نكسة 1967. تصدر 11 طالب مصري من جامعة المنصورة العناوين عندما تهربوا من الحضور عند المؤسسات الأمريكية المستضيفة لهم في برنامج تبادل طلابي للبحث عن عمل بشكل غير قانوني لعسر الأوضاع الاقتصادية في مصر.
واجه المصريون تحديات كثيرة أثناء العمل في الدول المجاورة. فأبلغ على مدار السنوات عن العديد من حالات الاستغلال وسوء المعاملة تجاه العمال والمهنيين المصريين في دول الخليج العربي والعراق وليبيا من قبل جماعات حقوق الإنسان والعديد من وكالات الأخبار.
عبر الرعايا العرب عن مخاوف من «تمصير» اللهجات والثقافات المحلية بفعل الهيمنة المصرية على مجال التعليم في المنطقة. بينما على الجانب الآخر يعترض المصريين على ما يدعونه بـ «سعودة» ثقافتهم بفعل الاستثمارات السعودية العملاقة المدعمة بمكاسب البترول في مجال الترفيه المصري. كانت ليبيا على حافة الوقوع في حرب مع مصر مرتين، الأولي بفعل سوء معاملة العمال المصريين والثانية بفعل توقيع معاهدة السلام مع إسرائيل. بعد انتهاء حرب الخليج، تعرضت العمالة المصرية في العراق لأساليب غير إنسانية وطرد من الحكومة العراقية، مع هجمات عنيفة على العمالة المصرية من قبل العراقيين العائدين من الحرب لإعادة ملئ منافذ العمل المهجورة.

## الأطعمة والمأكولات
يشتهر المطبخ المصري بمذاقه الخاص مع وجود بعض التأثيرات الغنية التي تثريه، خاصة التأثيرات التركية والتأثيرات الشامية في الحلويات. العديد من الأطعمة المصرية ما زالت موجودة منذ آلاف السنين عند المصريين مثل الخبز الذي يطلق عليه المصريون (العيش البلدي) والملوخية والعدس وكحك العيد في عيد الفطر والفول المدمس والفسيخ عند المصريين والبيض الملون (بيض شمو) في شم النسيم إلخ. المطبخ التركي أثَّر كثيراً وتأثر بالمطبخ المصري، فمنح المطبخ المصري نكهة مميزة إضافة إلى نكهته المصرية، من أشهر الأطعمة التركية التي توجد في المطبخ المصري: الكباب والكفتة وأكلة الشركسية والشاورمة بجانب حلويات مثل: البقلاوة و...إلخ. الحلويات الشامية أيضاً دخلت المطبخ المصري وتُعرف بالحلويات الشرقية الشامية، من أشهر المأكولات المصرية الكشري حيث يكون له محلات خاصة به منتشرة في أغلب المناطق. ويعتبر الحواوشي والمسقعة من الأطباق المصرية الأصيلة ومن الحلويات أم علي التي نشأت في العصر المملوكي في مصر.

## الأعياد
المصريون يحبون الأعياد والأفراح بشكل كبير، فهم يهتمون بأعيادهم الدينية بجانب أعيادهم القومية التي توارثوها جيلاً بعد جيل منذ أكثر من سبعة آلاف عام، فالمصريون يحتفلون بعيد الأضحى المبارك وعيد الفطر ورأس السنة الهجرية ورأس السنة الميلادية والمولد النبوي الشريف وعيد الميلاد المجيد وشم النسيم وعيد وفاء النيل ويوم الأم وعيد الجلاء وعيد تحرير سيناء وعيد القوات المسلحة و(عيد القيامة عند المسيحيين).
المصريون معروفون بتمسكهم وارتباطهم الشديد بأرضهم وذلك لكونهم منذ البداية مجتمع زراعي مستقر غير متنقل، لذا تولد لديهم الإحساس بالانتماء للوطن والأرض منذ أمد بعيد فلا يبعدون أو ينزحون بعيداً عن أرضهم. على الرغم من ذلك فقد فرضت ظروف العصر الحديث أن يبعد المصريون عن أرضهم بحثاً عن الرزق والعمل، منهم من يهاجر مؤقتاً ومنهم من يهاجر هجرة دائمة. يبلغ عدد المصريين بالخارج خمسة ملايين مصري

## الموسيقى
المصريون أول من اخترع آلات الموسيقى واستخدموها في الطقوس الدينية والحروب وعلى موائد الطعام للترفيه وفي الاحتفالات والأفراح والأعياد وما زال المصريون يستخدمونها كما هي حتى الآن، من هذه الآلات: المصفقات والجيتار المصري القديم والصاجات والناي والدف والطبول والهارب والسيسترم المصري والمزمار...إلخ. وكما أثُّرت الموسيقى المصرية في الشعوب المجاورة لها فقد دخلت آلات جميلة إلى الموسيقى المصرية عن طريق هذه الشعوب في عملية تأثُّر وتأثير، فدخلت آلات تركية وعربية ويونانية إلى الموسيقى المصرية فأثرتها وامتزجت مع الإيقاعات المصرية لتخلق موسيقى مصرية ذات طابع جميل وخاص.

## مواضيع متعلقة
- تعليمات آني
- مصر القديمة
- مومياء
- نبتة
- دوائر الحجر
- أهرامات
- أبو سمبل
- حضارة قدماء المصريين
- قائمة أعلام المصريين